# 보비타
파리다 아크테르(Farida Akhter, 1955년 7월 30일 ~ )는 보비타(벵골어: ববিতা, Bobita)라는 예명으로 알려져 있는 방글라데시의 배우이다. 1970년대부터 1990년대 사이에 방글라데시를 대표하는 여자 영화 배우로 여겨졌으며 방글라데시 국가영화상 여우주연상을 4차례(1975년, 1976년, 1977년, 1985년) 수상했다.